# 愛の渦
『愛の渦』（あいのうず）は、劇団「ポツドール」主宰の劇作家・三浦大輔による日本の戯曲。ポツドール第13回公演として2005年4月20日にTHEATER/TOPSにて初演、2006年4月1日に白水社より刊行された。乱交パーティを目的に裏風俗店に集まった見ず知らずの男女10人の本音が交わされる、性欲がテーマの会話劇。第50回（2006年）岸田國士戯曲賞受賞作。
2009年に一部キャストを入れ替え再演、2012年と2013年に欧州公演。2014年に映画化された。

## 作品の評価
岸田賞の選評では「際立っているのは、その微細にして冷静な人間の描写である。そこには人間の〝演技する必然〟が描かれている。」（岩松了）、「登場するのは、ぱっと見には、ろくでもない人物ばかりだ。だが、そうしたグロテスクな人間関係が苦い喜劇になっている。」 （宮沢章夫）と評されている。

## 公演日程
初演は2005年4月20日 - 4月27日にTHEATER/TOPSにて上演された。2009年2月19日 - 3月15日に同劇場で再演された。脚本・演出は三浦大輔。
2012年9月から10月に「ポツドール『愛の渦』Berliner Festspiele（ベルリン）公演」、2013年11月から12月に「ポツドール『愛の渦』欧州公演2013」として欧州公演を行っている。

### キャスト
- 初演（2005年）：安藤玉恵、米村亮太朗、小林康浩、仁志園泰博、古澤裕介、鷲尾英彰、富田恭史（jorro）、青木宏幸、岩本えり、遠藤留奈、小倉ちひろ、佐山和泉（東京デスロック）
- 再演（2009年）：米村亮太朗、富田恭史、岩瀬亮、古澤裕介、美館智範、江本純子、内田慈、佐々木幸子、遠藤留奈、山本裕子、井上幸太郎、脇坂圭一郎
- 欧州公演（2012年）：米村亮太朗、古澤裕介、岩瀬亮、鷲尾英彰、青木宏幸、飯塚克之、遠藤留奈、新田めぐみ、宮嶋美子、高木珠里
- 欧州公演（2013年）：米村亮太朗、古澤裕介、岩瀬亮、鷲尾英彰、平原テツ、榊原毅、遠藤留奈、新田めぐみ、宮嶋美子、佐藤みゆき

## 書誌情報
- 愛の渦（2006年4月1日、白水社、ISBN 978-4-560-02692-2）

## 映画
三浦大輔自身が監督を務め、映画化。2014年3月1日公開。主演は池松壮亮、ヒロインは門脇麦で、彼らは他の映画での活躍と合わせ2014年度の映画関連新人賞などを多数受賞した。R18+指定作品。GYAO!等、ネット配信用に編集したR15+バージョンも存在している。
裏風俗という設定と、本編123分のなかで服を着ているシーンが18分30秒のみという内容、三浦監督が役者に求める演技力といった理由から企画の立ち上がりから映画化にこぎ着けるまで、2年の歳月が費やされた。

### キャスト（映画）
- ニート：池松壮亮
- 女子大生：門脇麦
- サラリーマン：滝藤賢一
- 保育士：中村映里子
- フリーター：新井浩文
- OL：三津谷葉子
- 工員：駒木根隆介
- 常連：赤澤セリ
- カップル（男）：柄本時生
- カップル（女）：信江勇
- 店員：窪塚洋介
- 店長：田中哲司

### スタッフ
- 原作・脚本・監督：三浦大輔
- 制作：間宮登良松、藤本款
- 企画：加藤和夫
- プロデューサー：岡田真、木村俊樹
- 企画協力：太田雄子
- 宣伝プロデューサー：深瀬和美
- 音楽：海田庄吾
- ラインプロデューサー：坂井正徳
- 音楽プロデューサー：津島玄一
- キャスティング：おおずさわこ
- 撮影：早坂伸
- 照明：神谷信人
- 美術：露木恵美子
- 録音：永口靖
- 編集：堀善介
- 配給：クロックワークス
- 制作プロダクション：ステアウェイ
- 宣伝協力：ミラクルヴォイス、スターキャスト・ジャパン
- 製作：「映画 愛の渦」製作委員会（東映ビデオ、クロックワークス）

### 受賞歴
- 第6回TAMA映画賞[5]
  - 最優秀新進女優賞 - 門脇麦（『闇金ウシジマくん Part2』と合わせて受賞）
- 第88回キネマ旬報ベスト・テン[6]
  - 助演男優賞（池松壮亮、『海を感じる時』『大人ドロップ』『紙の月』ほかと合わせて）
  - 新人女優賞 （門脇麦、『シャンティ デイズ 365日、幸せな呼吸』『闇金ウシジマくんPart2』と合わせて）
- 第38回日本アカデミー賞・新人俳優賞（池松壮亮、『紙の月』『ぼくたちの家族』と合わせて）[7]